# عسقوليات
العسقوليات أو الدرنيات (الاسم العلمي: Tuberaceae)، فصيلة فطريات جذرية من رتبة الفنجانيات، التي تطورت أثناء أو بعد أول إشعاع كبير من كاسيات البذور في العصر الجوراسي (منذ 140-180 مليون سنة مضت). ويشمل جنس العسقول، الذي يتضمن ما يسمى بالكمأة "الحقيقية". وصف من قبل عالم النبات البلجيكي بارتيليمي تشارلز جوزيف دو مورتييه في عام 1822. وجدت دراسة جزيئية للحمض النووي الريباسي عُملت من قبل عالم الفطريات كيري أودونيل في عام 1997 أن فرعًا صغيرًا أعيد تعريفه الآن باسم هلفيلية هو الأكثر ارتباطًا بالعسقوليات. قامت عالمة الفطريات ماري كلويد بيرنلي ستيفلر بدراسة ووصف للفصيلة الفطرية، وتبرعت بالعينات لجميع المعشبات في الولايات المتحدة